# Schefflera binuangensis
Schefflera binuangensis là một loài thực vật có hoa trong Họ Cuồng cuồng. Loài này được C.B.Rob. miêu tả khoa học đầu tiên năm 1911.